# Kościoły stacyjne w Rzymie
Kościoły stacyjne w Rzymie – kościoły, w których zgodnie z tradycją Kościoła rzymskiego, zrodzoną w IV-V w., kultywowany jest zwyczaj stacji wielkopostnych, celebrowanych każdego dnia w innej świątyni Wiecznego Miasta. W dawnej organizacji kościelnej najważniejsze parafie rzymskie, wzniesione zazwyczaj w miejscach związanych ze świadectwem wiary pierwszych chrześcijan-męczenników Chrystusa, nazywano „titulus”. W tych właśnie najstarszych rzymskich kościołach „tytularnych” zaczęto regularnie w okresie Wielkiego Postu gromadzić się na modlitwę i sakramenty, zwykle pod przewodnictwem papieża lub jednego z tytularnych proboszczów Wiecznego Miasta (kardynałów). Tradycyjnie gromadzono się w jednym kościele i procesyjnie, śpiewając litanię do wszystkich świętych, przechodzono do wyznaczonego na dany dzień kościoła stacyjnego. Praktyka upadła w okresie niewoli awiniońskiej papieży. Do zwyczaju zaczęto powracać w XVI w., a ostatecznie powrócono do niego w XX w. W 1959 Jan XXIII powrócił do tradycji odprawiania przez papieża liturgii Środy Popielcowej. W 1993 roku diecezja rzymska wprowadziła nowy rytuał celebracji stacji wielkopostnych oraz okresu wielkanocnego.

## Lista kościołów stacyjnych
Oficjalna lista kościołów stacyjnych publikowana przez Papieską Akademię Kultu Męczenników:
Wielki Post:
- Środa Popielcowa – S. Sabina all’Aventino – bazylika św. Sabiny na Awentynie – liturgii, którą poprzedza procesja z kościoła św. Anzelma (dawniej odbywała się z kościoła św. Anastazji, przy Circo Massimo) w górę do bazyliki św. Sabiny, przewodniczy papież
  - Czwartek – S. Giorgio al Velabro – kościół św. Jerzego na Velabrum
  - Piątek – Ss. Giovanni e Paolo al Celio − bazylika świętych Jana i Pawła na Celiusie
  - Sobota – S. Agostino in Campo Marzio – bazylika św. Augustyna na Polu Marsowym
- I niedziela Wielkiego Postu – S. Giovanni in Laterano – bazylika św. Jana na Lateranie
  - Poniedziałek – S. Pietro in Vincoli al Colle Oppio – bazylika św. Piotra w Okowach
  - Wtorek – S. Anastasia (S. Teodoro) al Palatino – bazylika św. Anastazji na Palatynie
  - Środa − S. Maria Maggiore – bazylika Matki Bożej Większej
  - Czwartek − S. Lorenzo in Panisperna – kościół św. Wawrzyńca „in Panisperna”
  - Piątek − Ss. XII Apostoli al Foro Traiano – bazylika Dwunastu Apostołów
  - Sobota − S. Pietro in Vaticano – bazylika św. Piotra na Watykanie
- II niedziela Wielkiego Postu – S. Maria in Domenica alla Navicella – kościół św. Marii
  - Poniedziałek − S. Clemente presso il Colosseo – bazylika św. Klemensa
  - Wtorek − S. Balbina all’Aventino – bazylika św. Balbiny na Awentynie
  - Środa − S. Cecilia in Trastevere – bazylika św. Cecylii na Zatybrzu
  - Czwartek − S. Maria in Trastevere – bazylika Najświętszej Maryi Panny na Zatybrzu
  - Piątek − S. Vitale in Fovea – bazylika św. Witalisa
  - Sobota − Ss. Marcellino e Pietro al Laterano – kościół świętych Marcelina i Piotra na Lateranie
- III niedziela Wielkiego Postu – S. Lorenzo fuori le Mura – bazylika św. Wawrzyńca za Murami
  - Poniedziałek − S. Marco al Campidoglio – bazylika św. Marka
  - Wtorek − S. Pudenziana al Viminale – bazylika św. Pudencjany na Wiminale
  - Środa − S. Sisto (SS. Nereo e Achilleo) – bazylika św. Sykstusa (kościół świętych Nereusza i Achillesa)[a]
  - Czwartek − Ss. Cosma e Damiano in Via Sacra (Fori Imperiali) – kościół świętych Kosmy i Damiana
  - Piątek − S. Lorenzo in Lucina – bazylika św. Wawrzyńca „in Lucina”
  - Sobota − S. Susanna alle Terme di Diocleziano – kościół św. Zuzanny przy Termach Dioklecjana
- IV niedziela Wielkiego Postu – S. Croce in Gerusalemme – bazylika Świętego Krzyża z Jerozolimy
  - Poniedziałek −  Ss. Quattro Coronati al Celio – bazylika Czterech Koronatów
  - Wtorek − S. Lorenzo in Damaso – bazylika św. Wawrzyńca „in Damaso”
  - Środa − S. Paolo fuori le Mura – bazylika św. Pawła za Murami
  - Czwartek − Ss. Silvestro e Martino ai Monti – bazylika św. Sylwestra i św. Marcina w Monti
  - Piątek – S. Eusebio all’Esquilino – kościół św. Euzebiusza na Eskwilinie
  - Sobota − S. Nicola in Carcere – bazylika św. Mikołaja w Więzieniu
- V niedziela Wielkiego Postu – S. Pietro in Vaticano – bazylika św. Piotra na Watykanie
  - Poniedziałek − S. Crisogono in Trastevere – bazylika św. Chryzogona na Zatybrzu
  - Wtorek − S. Maria in Via Lata – bazylika Matki Bożej przy Via Lata[b]
  - Środa − S. Marcello al Corso – kościół św. Marcelego na Corso
  - Czwartek − S. Apollinare in Campo Marzio – bazylika św. Apolinarego przy Termach
  - Piątek − S. Stefano al Celio – bazylika św. Szczepana (Stefana) w Rzymie
  - Sobota − S. Giovanni a Porta Latina – kościół św. Jana w Łacińskiej Bramie

Wielki Tydzień:
- Niedziela Palmowa − S. Giovanni in Laterano – bazylika św. Jana na Lateranie
- Wielki Poniedziałek − S. Prassede all’Esquilino – bazylika św. Praksedy w Rzymie
- Wielki Wtorek − S. Prisca all’Aventino − kościół św. Pryski na Awentynie
- Wielka Środa − S. Maria Maggiore – bazylika Matki Bożej Większej
- Wielki Czwartek − S. Giovanni in Laterano – bazylika św. Jana na Lateranie
- Wielki Piątek − S. Croce in Gerusalemme – bazylika Świętego Krzyża z Jerozolimy
- Wielka Sobota − S. Giovanni in Laterano – bazylika św. Jana na Lateranie

Okres wielkanocny:
- Niedziela wielkanocna − S. Maria Maggiore – bazylika Matki Bożej Większej
- Poniedziałek Wielkanocny − S. Pietro in Vaticano – bazylika św. Piotra na Watykanie
- Wtorek − S. Paolo fuori le Mura – bazylika św. Pawła za Murami
- Środa − S. Lorenzo fuori le Mura – bazylika św. Wawrzyńca za Murami
- Czwartek − Ss. XII Apostoli al Foro Traiano – bazylika Dwunastu Apostołów
- Piątek − S. Maria ad Martyres in Campo Marzio – kościół Najświętszej Marii Panny od Męczenników (Panteon)
- Sobota − S. Giovanni in Laterano – bazylika św. Jana na Lateranie
- Biała niedziela − S. Pancrazio – bazylika św. Pankracego za Murami